# Perikles (Feldherr)
Perikles der Jüngere (altgriechisch Περικλῆς Periklḗs; * um 445 v. Chr.; † 406 v. Chr.) war ein natürlicher Sohn des griechischen Staatsmanns Perikles (* um 490 v. Chr.; † September 429 v. Chr.) und ein athenischer Feldherr. Er stammte aus Perikles’ zweiter Ehe mit Aspasia von Milet.
Aus seiner ersten Ehe mit einer Verwandten hatte der ältere Perikles zwei eheliche Söhne, Xanthippos und Paralos. Nach der einvernehmlichen Trennung von seiner Ehefrau wandte Perikles sich (vor 440 v. Chr.) der attraktiven und geistreichen Hetäre Aspasia von Milet zu. Ihre Verbindung, die von dem Perikles-Biographen Plutarch als echte Liebesbeziehung eingeschätzt wird, war in Athen nicht offiziell anerkannt. Aus ihr ging Perikles’ dritter Sohn, Perikles der Jüngere, hervor.
Perikles selbst hatte einige Jahre zuvor in der Volksversammlung ein Gesetz verabschieden lassen, das vorsah, dass Kinder aus Ehen, in denen nur ein Partner gebürtiger Athener ist, nicht die athenische Staatsbürgerschaft erhalten sollten. Auf Grund dieses Gesetzes, das rückwirkend galt, wurden zahlreiche Personen, die bisher als „Athener“ gelebt hatten, ihrer Staatsbürgerschaft beraubt. Dieses Gesetz betraf nun aber auch ihn selbst und seinen unehelichen Sohn Perikles d. J.
Während der Attischen Seuche, die nach Beginn des Peloponnesischen Krieges (431–404 v. Chr.) im belagerten Athen wütete und für deren Ausbruch seine Gegner Perikles selbst verantwortlich machten, verlor der athenische Staatsmann seine beiden ehelichen Söhne sowie zahlreiche Verwandte. Zutiefst niedergeschlagen zog er sich völlig von den Staatsgeschäften zurück und musste erst von der Volksversammlung ausdrücklich gebeten werden, wieder an das Steuerruder des Staatsschiffes zurückzukehren. Perikles machte hierfür zur Bedingung, dass das von ihm selbst eingebrachte Staatsbürgerschaftsgesetz aufgehoben werden sollte, was ihm das athenische Volk – so ungerecht dies gegenüber den anderen Betroffenen gewesen sein mag – aus Mitgefühl mit dem schweren Schicksal seines Regierungschefs auch bewilligte. Damit wurde sein Sohn Perikles d. J. zum Athener Bürger (429 v. Chr.). Wenig später starb der Staatsmann Perikles selbst an der Pest.
Sein Sohn überlebte und wuchs in den folgenden Jahren in Athen auf. Der Schriftsteller und Historiker Xenophon berichtet von einem Gespräch, das der Philosoph Sokrates mit Perikles d. J. über die Aufgaben eines Feldherrn geführt hat. In dem Gespräch zeigt Sokrates dem jüngeren Mann auf, welche Wissenslücken er noch hat, um das Feldherrnamt voll ausfüllen zu können. Perikles d. J. zeigt sich dabei lernbegierig und nimmt die (unerbetenen) Ratschläge des älteren Mannes gerne und verständnisvoll auf und verspricht, sie zu befolgen.
Perikles d. J. wurde 407 v. Chr. dann tatsächlich zu einem der zehn athenischen Strategen (Feldherrn) gewählt, die den bisherigen Oberbefehlshaber Alkibiades, der beim athenischen Volk in Ungnade gefallen war, ablösen sollten. Das Amt brachte ihm jedoch wenig Glück. Er konnte zwar gemeinsam mit den anderen Admirälen in der Schlacht bei den Arginusen für seine Vaterstadt Athen einen wichtigen Sieg erringen, wurde jedoch danach im sogenannten Arginusenprozess gemeinsam mit seinen Kollegen Aristokrates, Diomedon, Erasinides, Thrasyllos und Lysias unschuldig zum Tode verurteilt und 406 v. Chr. hingerichtet.